# CASA CN-235
Casa CN-235 — лёгкий турбовинтовой военно-транспортный самолёт.
Разработан консорциумом Airtech во главе с испанской фирмой CASA и индонезийской фирмой Industri Pesawat Terbang Nusantara. Первый полёт прототипа самолёта состоялся в мае 1981 года. Серийное производство Casa CN-235 начато в мае 1988 г. Имеется ряд модификаций.
Самый крупный заказчик — Турция, которая имеет в общей сложности 61 самолёт.
Закуплен также такими странами, как Испания, США, Чили, Колумбия, Эквадор, Панама, Франция, Индонезия.
Конструктивно представляет собой свободнонесущий моноплан нормальной схемы, крыло самолёта высокорасположенное, прямое. С левого и правого борта за крылом расположены: пассажирская дверь-трап размером 1,70 х 0,73 м, и служебная дверь-трап (1,70 х 0,73 м, по правому борту). По бортам перед крылом находятся аварийные выходы размером (0,92 х 0,50 м). В хвостовой части фюзеляжа имеется откидная рампа для грузовых работ.

## Лётно-технические характеристики
Модификация CN-235
- Размах крыла: 25,81 м
- Длина самолёта: 21,353 м
- Высота самолёта: 8,177 м
- Площадь крыла: 59,10 м²
- Масса пустого самолёта: 8 800 кг
- Максимальная взлётная масса: 16 500 кг
- Внутреннее топливо: 4230 кг
- Двигатель: 2× ТВД General Electric CT7-9C
- Мощность: 2× 1394,5 кВт
- Крейсерская скорость: 454 км/ч
- Дальность: 4355 км
- Перегоночная дальность: 5 055 км
- Практический потолок: 8110 м
- Экипаж: 2-3 чел
- Полезная нагрузка: 48 солдат или 46 парашютистов или 24 носилки и 4 сопровождающих или 6000 кг груза.

## Аварии и инциденты
На 4 ноября 2019 года по данным портала Aviation Safety Network в авариях и катастрофах было потеряно 14 самолётов. В катастрофах погибли 117 человек.
| Дата       | Бортовой номер | Место катастрофы                          | Жертвы | Краткое описание                                                                                            |
| ---------- | -------------- | ----------------------------------------- | ------ | --- |
| 25.02.1992 | E-217          | Аэропорт имени Тениенте Марша, Антарктика | 0/11   | Жёсткая посадка, самолёт списан.                                                                            |
| 18.10.1992 | PK-MNN         | Гарут                                     | 31/31  | Военный борт. Врезался в склон вулкана.                                                                     |
| 22.05.1997 | PK-XNT         | Горда                                     | 6/6    | Разбился из-за потери управления, вызванного смещением груза.                                               |
| 19.01.2001 | 097            | Кайсери                                   | 3/3    | Сваливание                                                                                                  |
| 16.05.2001 | 086            | Малатья                                   | 34/34  | Перевозил военнослужащих. Причины катастрофы неизвестны.                                                    |
| 18.05.2001 | TCSG-552       | Анкара                                    | 4/4    | Разбился при взлёте.                                                                                        |
| 29.08.2001 | EC-FBC         | Малага                                    | 4/47   | Пожар в двигателе. Совершил грубую посадку на автостраду в 500 м от взлётно-посадочной полосы и развалился. |
| 17.12.2003 | F-RAIA         | Сюк-э-Сантенак                            | 7/7    | Врезался в гору.                                                                                            |
| 21.07.2005 | A-2301         | Ачех                                      | 3/23   | При посадке разломился на две части.                                                                        |
| 11.02.2013 | 3X-GGG         | Конакри                                   | 11/11  | Самолёт, на борту которого находились высокопоставленные чиновники, разбился при заходе на посадку.         |
| 26.03.2015 | 2211           | Сана                                      | 0/0    | Уничтожен в ходе авиаудара.                                                                                 |
| 31.07.2015 | FAC1261        | Агустин-Кодасси                           | 11/11  | Разбился в сложных метеоусловиях. Перед катастрофой пилот сообщал о проблемах с двигателем.                 |
| 26.02.2016 | M44-07         | штат Селангор                             | 1+0/8  | Рухнул на мелководье и загорелся. Все члены экипажа выжили, но при попытки спасти их утонул местный житель. |
| 17.01.2018 | 98-148         | Ялвач                                     | 3/3    | Врезался в холм.                                                                                            |